# Стојан Поповић
Стојан Поповић Столе (Београд, 31. децембар 1906—Београд 30. октобар 1980) био је југословенски и српски фудбалер.

## Биографија и каријера
Рођен је 31. децембра 1906. године у Београду, а фудбалску каријеру почео је у малом београдском клубу СК Калемегдан, чије игралиште се налазило на простору Уметничког павиљона "Цвијета Зузорић" и Београдског зоолошког врта. За СК Југославију играо је од 1920. до 1930. године, постао првотимац 1924. године, играо је на позицији крилног халфа, претежно левог у најуспешнијем периоду СК Југославије. СА СК Југославијом освојио је Првенство Југославије 1924 и 1925. године и одиграо 180 званичних утакмица уз 14 постигнутих голова. Каријеру је завршио у БАСК-у, где је играо од 1930. до 1934. године.
За градску селекцију Београда одиграо је 10 утакмица и 6 у низу за репрезентацију Југославије, за коју је дебитовао на позицији левог халфа 10. маја 1927. године у мечу против репрезентације Румуније у Букурешту, за Куп пријатељских земаља. Последњу утакмицу за Југославију одиграо је 8. априла 1928. године у пријатељском мечу против селекције Турске у Загребу, такође играјући на месту левог халфа.
Завршио је Правни факултет у Београду и бавио се адвокатуром. Преминуо је 30. октобра 1980. године.